# Жайыкбай
Жайыкбай (каз. Жайықбай) — упразднённое село в Таскалинском районе Западно-Казахстанской области Казахстана. Входило в состав Мерекенского сельского округа. Входило в состав Казахстанского сельского округа. Ликвидировано в 2011 г.

## Население
В 1999 году население села составляло 40 человек (23 мужчины и 17 женщин). По данным переписи 2009 года, в селе проживало 10 человек (3 мужчины и 7 женщин).